# Džamija Mardinli
Džamija Mardinli (azerski: Mərdinli məscidi) je uništena džamija koja se nalazi u Šuši u Azerbejdžanu. Nalazi se oko 350 km od Bakua, glavnog grada Azerbajdžana. Džamija se nalazila u naselju Mardinli u Šuši. Džamija Mardinli bila je jedna od 17 džamija koje su funkcionirale u Šuši do kraja 19. stoljeća. Džamija se nalazila u sklopu Svjetske baštine Državnog povijesno-arhitektonskog rezervata Šuša.
Džamija je uništena nakon okupacije Šuše od strane armenskih snaga 1992. godine.